# 국민회의 (2016년)
국민회의는 천정배 의원이 중도개혁주의를 표방하여 2016년 1월 31일 창당한 정당이다.
1월25일 안철수 의원의 국민의당과 통합을 합의하였고, 1월 31일 중앙당 창당까지 완료한 다음 2월 2일 국민의당과 당대당 통합형식으로 통합하였다. 당 존재 기간은 단 3일 밖에 되지 않았다.

## 상징 결정
기존의 "개혁적 국민정당" 창당추진위는 국민 공모를 통해 당명(黨名)을 모집, 1400여건의 공모를 받았다. 이 가운데 ‘국민제일당’, ‘민주개혁 국민회의’ 등 6가지 후보작으로 압축됐으나 2015년 12월 9일, ‘국민회의’로 최종 결정됐다. 이에 대하여 2015년 12월 9일, 천정배 의원은 "“국민이라면 모두 참여할 수 있고 국민이 주인이고 국민이 스스로 우리 당이라고 느낄 수 있는, 국민들이 느끼는 좋은 가치와 민주주의, 동학개혁, 평화 등 모든 가치를 제한 없이 포용할 수 있다는 의미” 라고 설명하였다. 또한 장진영 대변인은, “마하트마 간디가 영국으로부터 인도를 독립시켰던 것이 ‘인도국민회의’였고 1997년 김대중 전 대통령이 50년 만에 평화적인 정권교체에 성공한 것이 ‘새정치국민회의’”라며 “풍요롭고 공정한 나라를 위해 국민이 모이는 열린 정당을 지향하고 정당 개혁을 성공시키겠다는 의지를 담아 결정했다” 라고 당명 결정 이유를 설명하였다.
당의 상징색은 주황으로 결정되었다. 장진영 대변인은 이에 대하여 “오렌지색은 든 특권을 거부하는 젊은 정당의 이미지에 맞는 색” 이라고 설명하였다. 2016년 1월 25일에 국민의당과의 통합을 합의했다. 통합 당명은 국민의당으로 하기로 했다.

## 같이 보기
- 대한민국 20대 총선
- 천정배
- 국민의당